# 谷内満
谷内 満（たにうち みつる、1949年 - ）は、日本の内閣府官僚。内閣府大臣官房審議官を経て、内閣府政策統括官を最後に退官し、早稲田大学商学学術院教授。

## 略歴
東京大学法学部卒業後、経済企画庁に入庁し、ブラウン大学で経済学博士号を取得。ペンシルベニア大学経営大学院ウォートン・スクール上級経営管理プログラム修了。世界銀行エコノミスト、経済企画庁調整局審議官などを経て、1999年にはアジア太平洋経済協力（APEC）経済委員会の議長を日本人として初めて務める（01年まで）。その後内閣府大臣官房審議官（経済財政）、内閣府政策統括官を歴任し、2004年から現職。ちなみに、2001年度の経済財政白書（年次経済財政報告）の執筆責任者である。専門は国際金融、マクロ経済学、経済政策。2019年、瑞宝中綬章受章。

## 著書

### 単著
- 『新しいマネタリズムの経済学――マクロ均衡アプローチと金融政策』（東洋経済新報社, 1982年）
- 『アジアの成長と金融』（東洋経済新報社, 1997年）

### 共編著
- （日本経済研究センター）『日本経済長期好況の到来――規制緩和が高める成長力』（日本経済新聞社, 1993年）

### 訳書
- R・J・バロー『マクロ経済学』（多賀出版, 1987年）